# Disparidades
Disparidades, revista de Antropología  es una revista científica publicada en Madrid. Se fundó en 1944 con el nombre de Revista de dialectología y tradiciones populares y cambió de nombre en 2019.

## Descripción
Se edita en Madrid por el Consejo Superior de Investigaciones Científicas. Su primer número apareció publicado en el año de 1944, durante la dictadura franquista, y entre sus fundadores se encontraron nombres como los de Julio Caro Baroja, Nieves de Hoyos y Vicente García de Diego. Tuvo como precedente al Archivo de Tradiciones Populares.
En 2019, bajo la dirección de Pedro Tomé Martín el Consejo de Redacción, con el beneplácito del CSIC, cambió su nombre a Disparidades. Revista de Antropología, si bien se ha mantenido su numeración histórica.

## Directores
- Julio Caro Baroja (1984-)
- Antonio Cea
- Carmen Ortiz
- Pedro Tomé Martín (2015-2019)
- Francisco Ferrándiz Martín